# Empowerment
Il termine empowerment indica un processo sociale multidimensionale attraverso il quale individui e popolazioni acquisiscono una migliore comprensione e controllo sulla propria vita. È un processo di crescita, sia dell'individuo sia del gruppo, basato sull'incremento dell'autostima, dell'autoefficacia e dell'autodeterminazione per far emergere risorse latenti e portare l'individuo ad appropriarsi consapevolmente del suo potenziale. In italiano termini simili possono essere "valorizzazione", "potenziamento" o "riqualificazione" o "conferimento di responsabilità".

## Storia e evoluzione del termine
Il costrutto di empowerment nasce sull'onda delle influenze di riflessioni e produzioni in diversi ambiti, in particolare le scienze sociali e psicologiche e i movimenti per le minoranze a partire dagli anni 1960. Le prime teorie sull'empowerment si sviluppano negli Stati Uniti d'America e sono radicate ad una prospettiva che dà rilievo ai vissuti dei popoli oppressi, evidenziando la possibilità di emanciparsi e acquisire potere liberandosi dalle oppressioni cui sono stati soggetti sottoposti. 
Uno dei contribuiti che ha più significativamente ispirato tali elaborazioni sull'empowerment è stato il concetto di "coscientizzazione" espresso nel 1968 con la pubblicazione de "Pedagogia degli Oppressi" di Paulo Freire. Ricercatori e operatori umanitari, attivisti e ONG si interessarono all'idea di Freire della possibilità di  “sviluppare una coscienza critica” che sosterrebbe gli oppressi nel passaggio dalla comprensione all’azione. 
Con la pubblicazione del testo di Barbara Solomon "Black Empowerment: Social Work in Oppressed Communities" il termine inizia ad essere formalmente utilizzato in ambito di ricerca accademica e dai servizi sociali dagli anni 1970 quindi l'uso si diffonde tra attivisti e operatori che si occupano di interventi per gruppi emarginati come le persone con disabilità, la popolazione afroamericana, i gay e le lesbiche.
Nel 1981 il termine viene definito per la prima volta da Julian Rappaport come «acquisizione di potere» evidenziando la possibilità dei singoli individui e dei gruppi di sviluppare un controllo attivo della propria vita.

## Descrizione
L'empowerment è un costrutto che viene definito in modo estremamente articolato, viene considerato infatti un modello teorico, una prospettiva valoriale nell'intervento, ma anche un processo, uno strumento e non ultimo anche il risultato caratterizzato dallo "stato empowered" di individui, gruppi e comunità del percorso stesso
Già dai primi anni del 2000 l'uso che viene fatto del termine da Banca Mondiale e altre agenzie internazionali per lo sviluppo è stato criticato infatti si ritiene che il termine sia estremamente vago e che potrebbe essere usato per promuovere i propri interessi
Nel modello di Marc Zimmerman l'empowerment viene strutturato in tre livelli:
- psicologico-individuale,
- organizzativo
- sociopolitico e di comunità.

Questi tre livelli sono analizzabili individualmente ma strettamente interconnessi fra di loro.

### Livello individuale
Il livello individuale rimanda al concetto di self-empowerment e si riferisce al processo di crescita del singolo individuo che attraverso percorsi di natura diversa (terapeutico, formativo, esperienziale, ecc.) sviluppa nuove abilità e competenze. Marc Zimmerman si è occupato di empowerment psicologico individuale come percorso che porta dall'impotenza appresa (cioè la passività appresa accompagnata da senso di sfiducia e sconforto nell'affrontare problemi quotidiani) alla "speranza appresa" (maggiore fiducia in se stessi e apprendimento della speranza). Tale costrutto viene scomposto in tre componenti che, considerate insieme, costituiscono un modello di base per la valutazione dell'empowerment a livello di analisi dell'individuo:
1. La componente intrapersonale – controllo – (corrisponde a controllo e competenza percepiti. Include caratteristiche di personalità, caratteristiche cognitive e aspetti motivazionali).
2. La componente interpersonale – consapevolezza critica – (corrisponde alla capacità di analizzare il contesto sociopolitico in cui si vive per comprendere il proprio ambiente. Essa si concretizza nella capacità di individuare le risorse necessarie per raggiungere un obiettivo e nella scelta di un piano di azione).
3. La componente comportamentale – partecipazione – (corrisponde alle azioni svolte per esercitare il controllo attraverso la partecipazione attiva).

Julian Rappaport delinea l'empowerment come un processo sociale multidimensionale che aiuta le persone a raggiungere un maggior controllo sulla propria vita. Permette, quindi, di incrementare il potere delle persone, per fare in modo che utilizzino tale capacità nella loro vita, nella loro comunità, nei loro gruppi. Sono tre gli aspetti in questa definizione che risultano centrali:
- processo sociale: processo in quanto è un percorso, un viaggio che si sviluppa e si definisce in itinere;
- multidimensionale: si esprime a diversi livelli (comunità, gruppi, individui) ma anche su diverse dimensioni (sociologiche, psicologiche, economiche);
- controllo: inteso come potere positivo, possibilità di scelta e azione.

Massimo Bruscaglioni introduce il termine Self empowerment e sostiene che l'attenzione debba cadere maggiormente sul polo positivo di questo processo: su una tensione positiva, un desiderio piuttosto che su un sentimento di mancanza. Egli parla di “io desiderante” come elemento che avvia il processo di empowerment; per cui, colui che promuove il Self empowement deve cercare di attivare fiducia, ambizione e desiderio nell'altro per “l'apertura di una nuova possibilità all'interno del soggetto”. La possibilità di scegliere è la condizione necessaria per l'assunzione di responsabilità. 
L'approccio generale del self empowerment ritiene che il comportamento sia causato dalla personale percezione di successo o insuccesso e quindi sia cognitivamente determinato. Per emancipare l'individuo bisognerà intervenire, dunque, sui suoi schemi cognitivi.
Il modello del self-empowerment prende in considerazione quattro dimensioni:
1) Autoefficacia;
2) Collocazione interna della causalità;
3) Speranzosità (la hopefulness in Marc Zimmerman);
4) Pensiero positivo.
Lo specifico percorso formativo di self-empowerment proposto da Massimo Bruscaglioni prevede diverse tappe:
- l'insorgenza di un nuovo desiderio;
- capacità di crearsi rappresentazioni mentali positive della situazione desiderata;
- acquisizione di consapevolezza delle proprie risorse esterne e interne per poter mettere in atto il cambiamento;
- messa in atto di una prova sperimentale della realizzazione concreta del desiderio;
- ulteriore mobilitazione di risorse sulla base del feedback ricevuto dall'azione sperimentale;
- messa in atto di un vero tentativo di realizzare il proprio desiderio.

Una criticità della proposta teorica di Massimo Bruscaglioni sta nell'aver sottolineato solo l'importanza dello sviluppo di tali competenze per il benessere individuale, trascurando, invece, la centralità di una prospettiva circolare di interazione fra individuo e ambiente, presa invece in considerazione da Marc Zimmerman. Infatti l'empowerment individuale è necessariamente connesso con il rafforzamento della dimensione sociale e della sua esperienza nei contesti di vita quotidiana. Individui maggiormente empowered sono tasselli di base per il gruppo, l'organizzazione e la società.
Kiefer, invece, si occupa di empowerment individuale in un'ottica completamente comunitaria. Il suo modello di sviluppo naturale e spontaneo dell'empowerment psicologico viene elaborato dopo una indagine concretamente compiuta fra individui attivi nella loro comunità e con un alto livello di empowerment individuale. Il modello si struttura in modo circolare; qui la partecipazione, l'empowerment psicologico e il vivere in ambienti che favoriscono l'empowerment può cambiare la minaccia percepita e rafforzare il senso di comunità che, a sua volta, avrà risvolti positivi sull'individuo.
Gli stadi dello sviluppo spontaneo dell'empowerment individuale sono:
1) Entrata: questa fase si basa su presupposti quali un forte senso di comunità da parte degli individui e la presenza di una minaccia ai loro interessi. Ciò porta a mettere in discussione l'autorità.
2) Avanzamento: in questa fase l'individuo si lascia affiancare da una guida che lo aiuta a superare eventuali difficoltà, che condivide le sue stesse preoccupazioni e cerca con lui possibili soluzioni, ampliando la comprensione di aspetti sociali, economici e politici della situazione.
3) Integrazione: momento cruciale in cui le nuove conoscenze ed esperienze vengono integrate con la propria identità. In questa fase ci si inizia a percepire come leader e a sentirsi bene nel portare avanti tale ruolo. Contemporaneamente, però, possono emergere dei conflitti legati alle altre sfere della vita e ad altri impegni.
4) Impegno: questa fase inizia nel momento in cui si riesce a risolvere i conflitti e a stabilizzare la propria identità. L'individuo si sente in grado di partecipare più attivamente alla vita di comunità, di avere una maggiore comprensione della realtà e possedere risorse individuali e collettive.

### Livello organizzativo
L'approccio organizzativo deriva dall'ambizione di superare le dinamiche strettamente individuali considerando rilevanti anche altre prospettive come i legami tra le persone, le dinamiche relazionali e la struttura delle organizzazioni.
Nonostante questo approccio faccia riferimento a molteplici contesti e situazioni, gli studi si sono limitati a considerare lo sviluppo dell'empowerment individuale all'interno dei gruppi, delle organizzazioni e delle associazioni principalmente a livello aziendale.
Esistono due tipi di organizzazione con caratteristiche riconducibili alla definizione di empowerment di Marc Zimmerman:
a) Organizzazione Empowering:
- ha come obiettivo basilare quello di promuovere l'empowerment personale dei suoi membri;
- è costituito da strutture e norme orizzontali (controllo);
- sono mobilitate risorse interne (consapevolezza critica);
- le decisioni sono prese da più membri (partecipazione).

b) Organizzazione Empowered:
- ha come obiettivo principale quello di influenzare il contesto in cui è inserita;
- nella comunità allargata e nei dibattiti deve riuscire a prendere voce in capitolo (controllo);
- sono mobilitate risorse interne ed esterne (consapevolezza critica);
- è coinvolta in reti di organizzazioni o in attività di governo della comunità (partecipazione).

La maggior parte delle ricerche si sono focalizzate sulle organizzazioni empowering. Kenneth Maton e Deborah Salem  individuano, infatti, quattro caratteristiche principali per un'organizzazione empowering tramite lo studio di organizzazioni di comunità:
1. fornire l'opportunità ai membri del gruppo di avere ruoli diversificati, significativi e quindi importanti.
2. Un sistema di sostegno reciproco (es. auto-aiuto) che guida i membri del gruppo a sviluppare il loro senso di fiducia, condivisione e forte identità sociale.
3. una cultura propositiva e di crescita interessata alla qualità dei rapporti interni.
4. Una leadership condivisa che coinvolge sia i singoli membri che l'organizzazione. È guidata da un leader formale nel ruolo di un facilitatore.  All'interno è presente un ambiente egualitario in cui le decisioni e le strutture organizzative possono essere intraprese da tutti i membri.

Peterson e Marc Zimmerman indicano la presenza di tre componenti nel modello dell'empowerment organizzativo:
- componente intraorganizzativa, che include aspetti e caratteristiche che descrivono la struttura interna e il funzionamento dell'organizzazione;
- componente interorganizzativa, che enfatizza il ruolo del legame tra le organizzazioni;
- componente extraorganizzativa, che si riferisce alle azioni messe in atto da ogni organizzazione o rete di organizzazioni per influenzare la società allargata.

Ogni livello influenza e determina gli altri; le organizzazioni divengono struttura di mediazione tra l'individuo e la società allargata; forniscono alle persone opportunità di crescita e mezzi per interagire con la comunità ed esercitare controllo su di essa. Una prospettiva ecologica è quindi essenziale per lo sviluppo di un modello teorico di empowerment organizzativo, poiché permette di comprendere livelli di analisi che vanno oltre quello individuale.

### Livello di comunità
A livello di comunità, l'empowerment fa riferimento all'azione collettiva finalizzata a migliorare la qualità di vita e alle connessioni tra le organizzazioni e le agenzie presenti nella comunità. Attraverso l'empowerment di comunità si realizza la “comunità competente”, in cui i cittadini hanno “le competenze, la motivazione e le risorse per intraprendere attività volte al miglioramento della vita”. Le strategie di empowerment di comunità sono volte a favorire il processo di crescita di potere nei cittadini tramite la partecipazione di questi ad esperienze significative. In tal senso, pertanto, questi cittadini costituiranno una risorsa per le altre persone. Secondo Iscoe e Harris, le comunità competenti sono caratterizzate da tre fattori:
1. Il potere di generare opportunità ed alternative
2. La coscienza di come ottenere risorse ovvero gli strumenti necessari per risolvere un problema
3. L'autostima considerata in termini di orgoglio, ottimismo e motivazione.
Martini e Sequi ne aggiungono una quarta, ovvero l'identità, che ha il ruolo di collante affettivo nella comunità.
In questo senso, l'empowerment di comunità è inteso come un processo che conduce i membri a uno sviluppo della propria percezione di potere, del proprio sentimento di appartenenza e della capacità di prendere decisioni.
Contemporaneamente, la comunità può offrire agli individui opportunità per accrescere il controllo sulle proprie vite oppure favorire alle organizzazioni la possibilità di influenzare la vita della comunità stessa. D'altra parte una comunità può influenzare le decisioni politiche o raggiungere in qualche modo i propri obiettivi. Una certa comunità locale può presentare una sola o entrambe queste caratteristiche.
Gli approcci più noti per accrescere il potere collettivo, inteso sia come controllo di risorse sia come influenza sulla partecipazione dei cittadini, che come modo di prendere in considerazione e definire i problemi comuni, sono quattro:
1. Lo sviluppo di comunità tramite la partecipazione attiva dell'intera comunità per creare le condizioni di progresso sociale ed economico.
2. L'azione sociale che ha lo scopo di accrescere la consapevolezza dei problemi tra coloro che ne sono afflitti e che possono trarre vantaggio dal cambiamento. Un'efficace azione sociale necessita di un'organizzazione coesa e di molti cittadini che si oppongono all'ingiustizia in modo legale.
3. Favorire la consapevolezza dei problemi sociali, ovvero aumentare la comprensione del significato che alcune condizioni sociali hanno sugli individui.
4. L'advocacy è un approccio che comprende tutti i modi per far sentire la propria voce, per influenzare le decisioni, le politiche o le leggi.
Nella realtà i quattro approcci spesso si intrecciano in modo da favorire la nascita di una spirale di cambiamento che ha come fulcro l'ottenimento dell'empowerment.
Laverack individua nove domini operativi che possono servire come mezzo attraverso cui sviluppare empowerment di comunità:
1. Partecipazione: tramite il coinvolgimento attivo, gli individui possono influenzare la propria vita e quella altrui.
2. Leadership: quella condivisa da tutti i partecipanti.
3. Strutture organizzative: tutti i gruppi come le organizzazioni parrocchiali e giovanili che sono fondamentali per la socializzazione e per la risoluzione dei problemi.
4. Valutazione dei bisogni e dei problemi: spesso comporta l'acquisizione di nuove competenze e abilità per individuare soluzioni.
5. Mobilitazione delle risorse sia all'interno che all'esterno delle comunità.
6. Chiedersi il perché delle cause sociali, politiche o economiche che provocano il malessere o il benessere della comunità.
7. Legami con persone e organizzazioni.
8. Agenti esterni che possono fungere da facilitatori, dare supporto o aumentare il livello di analisi critica.
9. Gestione dei progetti: include il controllo da parte di tutti gli attori coinvolti nelle decisioni.

## Nei contesti

### Settore lavorativo

#### Dall'organizzazione scientifica del lavoro ai contesti organizzativi empowered
L'empowerment in ambito lavorativo appare per la prima volta nel 1977, quando Rosabeth Moss Kanter scrive “Men and Woman of the Corporation”. Il libro si colloca all'avanguardia di un movimento volto a restituire ai dipendenti una certa discrezionalità sul loro lavoro per emanciparli da rigide gerarchie.
Oggi è diffusa la consapevolezza che l'empowerment sia lo strumento di management che permette di responsabilizzare i collaboratori di tutti i livelli, e di stimolarne l'impegno e la motivazione.

#### Organizzazione empowering ed empowered
Si può distinguere tra aspetto empowering, quando un'organizzazione permette ai suoi membri di acquisire maggior controllo sulla propria situazione lavorativa e, aspetto empowered, le azioni di un'organizzazione per ciò che concerne politiche sociali, servizi, alternative di lavoro, cambiamenti al contesto.

#### Empowerment e personale impiegato in un'azienda
La responsabilizzazione dei dipendenti è una risorsa importante nelle organizzazioni. Molti studi hanno evidenziato l'esistenza di un legame tra il trattare i dipendenti come persone mature e la loro capacità di prendere iniziative, la loro motivazione, il loro benessere e il loro impegno. Una ricerca di Gallup evidenzia come dipendenti impegnati abbiano un più forte legame emotivo con l'azienda, come ci siano più probabilità che la raccomandino ad altri, che investano tempo ed energie per aiutarla ad avere successo e che sviluppino per contro proprio idee innovative e soluzioni ai vari problemi. Sono inoltre più concentrati sui clienti e provocavano meno incidenti.
Il lavoro di accrescimento dell'empowerment nei dipendenti delle organizzazioni deve tenere conto che dipendenti di culture diverse hanno bisogni diversi. Non è possibile trasferire tout court strategie di empowerment senza considerare le differenze culturali. Esistono culture nelle quali i dipendenti riescono a divenire responsabilizzati in breve tempo ed altre per le quali non sembrano ancora esistere interventi efficaci. Per esempio, un controllo sul proprio ambiente di lavoro accresce il grado di empowerment di dipendenti Giapponesi piuttosto che di dipendenti Australiani e Tedeschi.

#### Empowerment e leader
L'empowerment è un concetto importante anche per chi ricopre posizioni di leader. L'empowerment è un obiettivo del lavoro del leader al fine di favorire una maggior presa di responsabilità da parte dei collaboratori attraverso una condivisione reale del potere. Quinn e Spreitzer introducono il termine cicli di disempowering in contrapposizione ai cicli di empowering. Questi ultimi si instaurano laddove i leader sono sia capaci di avere una visione globale sia riescono a stabilire precisi traguardi e si impegnano nel fornire sostegno e sicurezza ai propri collaboratori coinvolti in prima persona nell'affrontare le grandi sfide organizzative.

#### Empowerment come strumento di prevenzione del burnout
L'empowerment è strettamente connesso anche con il fenomeno del burnout nei contesti lavorativi, soprattutto per quanto riguarda professionisti che operano nell'ambito sanitario.
L'empowerment può configurarsi come un fattore di prevenzione del burnout attraverso la messa in atto di interventi di empowerment individuale e sociale nel contesto organizzativo da parte dello psicologo di comunità.
L'empowerment sociale si basa sul rispetto reciproco, sulla riflessione critica, sull'attività di cura, sulla partecipazione di gruppo ed il fine è la nascita di una comunità competente, che ha possibilità e alternative (potere), sa come e dove ottenere risorse (conoscenza), chiede di essere autonoma (motivazione e autostima).
A livello individuale Piccardo suggerisce di agire creando un clima utile a valorizzare le persone, a sostenerne la crescita, a svilupparne l'autostima e il senso di identità.

### Ambito sociale
L'empowerment sociale o di comunità, secondo la definizione data dal Cornell University Empowerment Group, è “un processo intenzionale, continuo, centrato sulla comunità locale, che comporta rispetto reciproco, riflessione critica, attività di cura (caring) e partecipazione di gruppo, mediante il quale le persone prive di una giusta quota di risorse valide possono raggiungere più facilmente l'accesso a tali risorse e accrescere il loro controllo su di esse”.
I processi di empowerment portano allo sviluppo di “comunità competenti”, contribuendo a creare un diffuso senso di coesione sociale, una sensibilizzazione sulle problematiche rilevanti per la comunità e a proporre obbiettivi di azione comuni.

#### Empowerment e dipendenze
Il concetto di dipendenza secondo il DSM IV implica una modalità patologica d'uso di una sostanza che conduce a menomazione o a disagio clinicamente significativi. Oggi si parla di nuove dipendenze, non solo da droga e alcol, ma anche da Internet, dal cibo, dal lavoro, dal mercato. L'empowerment può essere uno strumento che facendo leva sulle risorse del soggetto permette di liberarsi dalla dipendenza e di attuare una completa riabilitazione.
La persona è resa oggetto dalla sostanza stessa e vive un processo di spersonalizzazione. Attraverso la prospettiva dell'empowerment, la soggettività del singolo può trovare il suo spazio nel quale ri-costruire se stesso, realizzando, o meglio, avvicinandosi il più possibile ad un proprio progetto di vita.
La prospettiva dell'empowerment (individuale, sociale e politico) permette di stimolare nel soggetto la capacità di autoprogettarsi, reagendo a situazioni di dipendenza maturate, ma, prima ancora, prevenendole.

#### Empowerment e esclusione sociale
Gli interventi di empowerment nell'ambito dell'esclusione sociale mirano all'incremento dell'auto-efficacia, del livello di partecipazione, del senso di inclusione e della sensazione di controllo del potere.
L'homelessness determina una ridefinizione della propria identità e dell'appartenenza alla comunità.
In particolare, in questo contesto si cerca di favorire la narrazione del percorso di vita della persona, una maggiore autonomia, l'auto-efficacia e la gestione del tempo per creare comunità empowered e diminuire lo stigma sociale nei confronti dei senzatetto.

### Ambito formativo
L'empowerment nei contesti formativi è stato indagato in diversi ambiti: nel sistema educativo, in quello familiare, all'interno dei gruppi dei pari e nei mass-media.

#### Empowerment e sistema educativo
Nel sistema educativo, l'empowerment è inteso come “cultura dell'autonomia”, che coinvolge non solo il personale didattico, ma anche gli studenti e le proprie famiglie. Il cambiamento attuato dal processo di empowerment deve agire non solo a livello organizzativo, ma anche e soprattutto a quello mentale, in termini di ristrutturazione del sensemaking.
In una ricerca condotta negli USA in alcune scuole elementari è stato visto come l'empowerment sia un processo a spirale che coinvolge come attori attivi gli insegnanti, che a loro volta favoriscono l'innesco del fenomeno stesso anche nei loro alunni. Innanzitutto, i maestri raggiungono uno step iniziale grazie al quale si rendono conto che il cambiamento è necessario. Dopodiché, l'insegnante è spinto alla ricerca di nuove conoscenze, attraverso programmi di training professionale e nuove esperienze. Infine, dall'applicazione di queste nuove competenze vengono introdotti cambiamenti educativi in classe. Il successo di questo processo aumenta i livelli di fiducia degli insegnanti stessi, portando in alcuni casi al raggiungimento di ruoli di leadership e producendo un feedback, che porta alla ricerca continua di nuove conoscenze. Ne derivano benefici sia per loro che per i loro studenti.

#### Empowerment e famiglia
Per quanto riguarda il sistema familiare, l'empowerment è inteso come promozione del benessere. Il focus è centrato su una “cultura della genitorialità”, un tempo appresa naturalmente, e che attualmente deve affrontare le difficoltà di una realtà frammentata.
Empowerment e gruppo dei pari
La peer education si riferisce a “trasmissione, scambio e condivisione di informazioni, valori ed esperienze tra persone della stessa età o appartenenti allo stesso gruppo sociale. Questa intende favorire tra i pari processi e azioni di responsabilizzazione e consapevolezza delle proprie possibilità, ovvero un processo di empowerment. In questo senso, trova importanti applicazioni sia nel campo della promozione della salute e della prevenzione dei comportamenti a rischio, che all'interno delle scuole, alle quali offre nuove potenzialità formative ed educative al fine di incrementare lo sviluppo delle competenze psicosociali.
Uno dei più importanti obiettivi della peer education è quello di individuare strumenti e strategie utili a rafforzare nei soggetti la motivazione al cambiamento e di proporre interventi che rendano gli attori attivi nella propria formazione e attivatori di informazioni ed “educazione permanente”.

#### Empowerment e nuove tecnologie
Per quanto riguarda i social media, la loro enorme diffusione negli ultimi anni, li ha resi un possibile strumento di empowerment, che coinvolge i cittadini/pazienti in un processo di valutazione dei diversi servizi offerti.
Nello specifico, in ambito sanitario, sono state introdotte le piattaforme di eHealth, Health 2.0 e Medicine2.0, che permettono agli attori coinvolti, quali medici, ricercatori e pazienti, di personalizzare l'assistenza sanitaria, collaborare fra loro e promuovere un'educazione sanitaria. I principali obiettivi di queste iniziative, inerenti al processo di empowerment, riguardano la partecipazione attiva di tutti i soggetti ed in particolare del paziente, la condivisione delle informazioni cliniche, l'utilizzo di strumenti di lavoro collaborativo e di social network.
L'uso di computer networking risulta, secondo alcune ricerche, potenzialmente utile anche in ambito scolastico come fattore promuovente l'empowerment degli alunni, favorendone lo sviluppo dell'autonomia e della capacità di cooperazione e condivisione, anche con scambi cross-culturali.
L'apertura all'utilizzo di Internet può promuovere l'empowerment anche in ambito lavorativo. Una ricerca esplorativa condotta in Cina ha mostrato come l'empowerment in alcuni lavori possa essere favorito dalla creazione di un ambiente lavorativo che permetta ai lavoratori di apprezzare i benefici dell'uso di Internet nel portare a termine compiti quotidiani con il massimo profitto. È stato visto che l'atteggiamento e la percezione dei benefici e dei vantaggi correlati a Internet e all'uso di informazioni tecnologiche può influire sull'esperienza psicologica di empowerment tra donne che lavorano. Le donne lavoratrici esperiscono un grado maggiore di empowerment quando hanno un atteggiamento positivo e aspettative ottimistiche verso Internet, e sono inoltre aperte all'uso di informazioni tecnologiche. La probabilità che queste donne accrescano il loro empowerment in un'organizzazione aumenta se la percezione della loro relazione con gli altri impiegati e con i clienti viene migliorata dall'uso delle informazioni tecnologiche, ad esempio tramite Internet. In particolare, in questo studio, le donne che usano frequentemente e-mail e credono che Internet possa aiutarle a espandere il loro ambiente sociale e a costruire strette relazioni con gli altri, percepiscono un certo grado di controllo e influenza nell'organizzazione, diventando maggiormente empowered.

### Ambito sportivo
Le strategie di empowerment in ambito sportivo cercano di migliorare alcune caratteristiche fondamentali a livello individuale quali il senso di realizzazione, di identità e di autoefficacia. Inoltre, l'empowerment influisce sull'identità di gruppo, l'efficacia collettiva e il clima motivazionale. Una ricerca di Pensgaard e Sorensen evidenzia come modelli di empowerment possano favorire l'emergere di tali peculiarità anche in ragazzi disabili che praticano sport.
È stato, inoltre, visto che l'empowerment media i livelli di burnout negli atleti, mediante uno stile di guida degli allenatori responsabilizzante.
Lo sport stesso può essere una strategia di empowerment: ragazzi disabili attraverso l'attività sportiva possono aumentare la competenza percepita come attori sociali, sentirsi agevolati nel raggiungimento degli obbiettivi e sentirsi maggiormente integrati nella società.

### Nelle differenze di genere
Fin dagli anni 1960 il costrutto di empowerment è presente nei movimenti femminili. Nel corso del tempo, si è assistito a un focus maggiore sull'empowerment in relazione alle differenze di genere. Il paradigma dominante si fonda su un modello occidentale e risulta problematico perché non considera l'empowerment in maniera olistica. La diversità delle dinamiche che caratterizzano le relazioni di genere, a seconda del contesto sociopolitico e culturale di riferimento, non sono sufficientemente tenute in considerazione. In particolare, la rappresentazione delle donne come un gruppo omogeneo comporta una sottostima della storia e politica delle donne non occidentali. Il costrutto di empowerment femminile si basa su un modello di come le relazioni di genere dovrebbero essere, piuttosto che di come sono realmente.
Molti interventi che cercano di promuovere lo sviluppo delle donne hanno come obiettivo principale la promozione del loro livello di empowerment.
Nel panorama italiano, una ricerca Istat del 1994, riportata nel libro di Francescato e Burattini, mostra ancora la presenza di problematiche nel cambiamento di ruolo femminile: risulta evidente una forte diversificazione nell'accesso alle risorse, soprattutto di potere. Inoltre, il valore delle differenze che caratterizzano uomini e donne non viene riconosciuto in modo adeguato.
Uno studio della Francescato mostra come la partecipazione da parte delle donne a programmi di sviluppo del Terzo Mondo contribuisca a accrescere il senso di empowerment.
Per quanto riguarda, l'immigrazione femminile in Italia alcuni fattori sono stati individuati come promuoventi lo sviluppo di empowerment: acquisizione di competenze, coinvolgimento delle donne immigrate nella gestione dei centri di accoglienza e sviluppo di collegamenti tra le varie strutture territoriali. Inoltre, le donne immigrate che frequentano i centri di accoglienza e esercitano una professione differente da quella di colf riescono maggiormente a immaginare progetti di vita futura e a sviluppare empowerment.

### Nella cooperazione allo sviluppo
Nel campo della cooperazione allo sviluppo, l'empowerment indica la possibilità da parte dei più bisognosi o gruppi minoritari di aumentare la loro influenza sulla pianificazione delle proprie condizioni di vita (http://www.sdc.admin.ch/).

#### Cooperazione allo sviluppo ed empowerment nei paesi in via di sviluppo
Il progetto “Food for Work”, fornisce cibo in cambio di lavoro nella zona di Iriamurai. In questo modo vengono realizzate opere pubbliche (bacini idrici, strade) e programmi di diversificazione alimentare puntando alla utilizzazione delle risorse personali e degli altri, secondo due dimensioni principali: il «protagonismo interno» positivo e la fiducia esterna, negli altri membri della comunità. Si evitano forme di assistenzialismo, in quanto viene utilizzato lo strumento dell'empowerment di comunità e sociale che favorisce le risorse degli abitanti di Iriamurai e la presa in considerazione dei loro reali bisogni.(http://nevereversleeps.wordpress.com/; www.accr.it)

#### Cooperazione allo sviluppo ed empowerment nelle persone con disabilità
Vi sono 650 milioni di persone con disabilità nel mondo, 82% vive nei paesi in cerca di sviluppo.
Solo il 2% riceve servizi o sostegni, il 98% dei bambini con disabilità non ha accesso ad una educazione formale.
Un consorzio di 12 ONG europee e organizzazioni di persone con disabilità ha lanciato il progetto denominato “Iniziativa Europea per l'inclusione delle persone con disabilità” nei programmi di Cooperazione allo Sviluppo. Il progetto è finanziato dalla Direzione Generale Occupazione e Affari Sociali dell'Unione Europea. Esso mira a includere la tematica della disabilità nelle politiche della cooperazione allo sviluppo incoraggiando interventi destinati alle persone con disabilità basati sul mainsteaming e sull'empowerment sociale(www.aifo.it; www.dpitalia.org)
L'empowerment nelle organizzazioni per persone con disabilità permette di:
- Favorire mediante la tecnica di peer counseling una miglior percezione di Sé
- Messa in atto di progetti di auto-aiuto e sostegno reciproco
- Maturazione di competenze e capacità
- Sostenere il conseguimento dei diritti attraverso l'inclusione sociale

## Strumenti e strategie di sviluppo dell'empowerment
Le strategie messe in atto dagli psicologi di comunità per promuovere lo sviluppo dell'empowerment, condividono alcune caratteristiche di base:
- Lavorare considerando vari aspetti del problema;
- Valorizzare il gruppo e gli individui rafforzandone le competenze relazionali e di cooperazione;
- Valorizzare le esperienze di vita e di lavoro, attraverso l'uso di metodi e attività coinvolgenti;
- Favorire la partecipazione attiva dei soggetti interessati, aumentare la motivazione, creando spazi per la condivisione di idee e abilità;
- Creare reti di istituzioni e di individui in grado di condividere sforzi, risorse e idee, e di diventare nuova risorsa per la comunità;
- Promuovere la cultura della valutazione, indicando l'importanza della raccolta dei dati sui processi e sui risultati delle attività,
- Fare in modo che il lavoro non si concluda con l'uscita di scena dello psicologo e dell'operatore ma che continui e diventi patrimonio della comunità.

### Attività per genitori
Interventi svolti in momenti particolari della vita familiare (es divorzi, malattie) per affrontare e gestire le crisi transitorie che caratterizzano il ciclo di vita. L'operatore di aiuto è chiamato ad affiancare la famiglia, prendendosi cura delle relazioni al suo interno, attraverso un abile uso della stessa relazione di aiuto. L'obiettivo primario diviene dunque l'empowerment del soggetto famiglia, perché possa individuare e mobilitare le sue risorse. Prevedono di far comprendere ai genitori la necessità di arricchire il proprio ruolo con alcune abilità di base, in grado di limitare le risposte automatiche rispetto al comportamento dei propri figli e di favorire modalità più adattive ed efficaci di interazione.
Tipologie:
- Strategie di accompagnamento: ad esempio la mediazione familiare, nella quale non si ha più la delega per risoluzione problemi ma si attribuisce alla famiglia un ruolo di importanza per restituirle lo status di soggetto attivo.
- Strategie di formazione/educazione: aiutano i membri, soprattutto i genitori, a superare le difficoltà presenti e a ridare valore.

Di particolare interesse sono i parent training, nei quali l'enfasi viene posta sull'importanza del ruolo dei genitori nel benessere dei figli e della famiglia e sul cercare di rafforzare le loro competenze per gestire meglio le difficoltà quotidiane. In questo tipo d'interventi c'è, però, il rischio di non rafforzare le capacità dei genitori ma di imporre loro modalità alternative di ruolo. Il conduttore non deve essere un insegnante, non deve dare ricette che siano sempre utilizzabili, perché essere genitori efficaci non significa essere genitori perfetti.

### Coaching
Strategia di formazione che parte dall'esperienza di ciascuno e opera un cambiamento, una trasformazione che migliora e amplifica le proprie potenzialità per raggiungere obiettivi personali, di team e manageriali. È un processo che offre al cliente strumenti che gli permettono di elaborare e identificare i propri obiettivi e rafforzare la propria efficacia e la propria prestazione.
La pratica del coaching è basata su un'elevata mutualità nella relazione e focalizza l'attenzione su quegli aspetti che si legano all'apprendimento di competenze utilizzabili nel proprio ruolo lavorativo. Il cliente che si affida al coach ha delle potenzialità latenti che tramite di lui impara a scoprire e ad utilizzare. Il coach è un consulente qualificato, un trainer che fornisce gli strumenti e il metodo più adeguato per realizzare progetti di sviluppo personale e aziendale, stimolando le motivazioni per procedere. Sposta, quindi, l'attenzione sui risultati lavorativi e principalmente sulle performance e dà risalto allo sviluppo delle abilità.

### Counseling
Attività in cui il professionista, all'interno di una relazione paritaria, cerca di favorire, sostenere, sviluppare le potenzialità della persona e la sua qualità della vita.
Attraverso la comunicazione interpersonale, l'ascolto, l'empatia e il sostegno promuove un processo di empowerment, aiutando la persona a raggiungere una visione più oggettiva e completa del problema e a trovare in prima persona risorse e soluzioni personali. 
La persona è supportata ma mantiene la libertà e l'autonomia di scelta, si cerca di innescare una visione realistica di se stessa e dei vari contesti di vita in cui è inserita, riducendo al minimo fattori conflittuali, soggettivi e/o di errata valutazione. 
Il professionista può utilizzare il counseling non solo per fornire aiuto e supporto individuale, ma anche di gruppo, oppure nelle scuole, o anche nelle realtà aziendali, laddove è necessario superare tensioni e difficoltà tra colleghi, le quali possono compromettere il personale benessere e la sfera lavorativa, così come il generale buon andamento gestionale e produttivo dell'azienda stessa.

### Contratti di quartiere
Progetti per aumentare l'empowerment delle comunità locali attraverso la partecipazione dei cittadini a tutte le fasi della trasformazione urbana: ideazione, progettazione, attuazione, gestione.
Prevedono l'utilizzo di quattro strumenti di base:
- Tavolo di coordinamento: referenti dell'amministrazione e degli enti/istituzioni con funzione di coordinamento dei contatti;
- Gruppo di supporto tecnico: équipe di esperti con competenze tecnico-architettoniche più psicologo di comunità per progettare intervento;
- Forum locale: rappresentanti della comunità che lavorano a stretto contatto con il gruppo tecnico per dare voce alle esigenze del territorio;
- Laboratorio di quartiere: spazio per la progettazione partecipata, spazio di ascolto dell'utenza, analisi fabbisogni sociali ecc. che propone idee che saranno revisionate dai 3 gruppi precedenti e ne analizzano l'attuabilità.

Sono un forte mezzo per aumentare l'empowerment dei cittadini con coinvolgimento attivo a decisioni che li riguardano, tuttavia, la difficoltà maggiore è di avere una partecipazione dei cittadini in elevato numero e i tempi richiesti sono molto lunghi con dispendio di risorse umane.

### Empowered peer education
Rappresenta un modello di educazione tra pari, che si discosta sensibilmente dalle applicazioni pure della peer education e, allo stesso tempo, rappresenta un'evoluzione originale dei percorsi di peer tutoring e counselling tra pari. Propone ai ragazzi, sia a livello teorico che pratico, la possibilità di essere attori primari nella promozione dei propri fattori di salute, sviluppando a livello cooperativo e trasversale competenze plurime, attinenti alle macro-aree del saper essere, del sapere, del saper fare, del saper far fare, da un lato, ma anche, e soprattutto, del saper sperare. L'intervento ha doppio focus: far passare messaggi positivi attraverso gli individui che hanno più possibilità di essere ascoltati (i pari) e incrementare l'empowerment e la fiducia nelle capacità di peer educator promuovendo il ruolo attivo per il bene della comunità.
L'empowered peer education rifiuta le applicazioni pure dell'educazione tra pari che prevedono l'utilizzo esclusivo di modalità addestrative e trasmissive. Alla base vi è una nuova declinazione dell'educazione alla salute fondata sull'elaborazione e la rielaborazione condivisa di significati e di apprendimenti da parte dei ragazzi e sulla necessità, sempre più evidente, di abbandonare modalità di tipo trasmissivo del sapere e delle competenze, di carattere cognitivo o emotivo-relazionale.
Fondamentale è la formazione dei peer educator, che ha l'intento di migliorare le loro abilità relazionali, di fornire conoscenze di base su tematiche di cui diverranno educatori e di aumentare le loro abilità per affrontare e coinvolgere un pubblico.
Le applicazioni di questo intervento, risultano particolarmente adatte al lavoro con gli adolescenti all'interno della scuola, ma possono essere declinate ad hoc anche per altri contesti organizzativi, oppure riformulate per uno sviluppo operativo anche all'interno di contesti informali. In particolare è stato riscontrato un miglioramento legato a esperienze come AIDS, assunzione droghe, abuso di alcol.

### Formazione empowering
È una formazione che parte dall'esperienza delle persone e integra le tecniche umanistiche esperienziali orientandosi, successivamente, al quadro di competenze, anche quelle di vita. Componenti fondamentali della formazione empowering sono la promozione dell'empowerment sociopolitico, ossia la comprensione del proprio contesto sociale, e l'accomodamento intersistemico, come ricerca creativa di un accordo tra ciò che si aspira a fare e quello che c'è fuori. Tale tipo di formazione sembra essere maggiormente in grado di rispondere ai bisogni formativi, esplicitamente individuati e valorizzati, all'interno di contesti tra loro diversi.

### Gruppi self-help
Sono strumenti di prevenzione secondaria, che affrontano o limitano un disagio già in corso attraverso un processo di sostegno reciproco tra chi vive tale disagio. I componenti stabiliscono una relazione tra pari cosicché sono tutti coinvolti nella richiesta e offerta di cure e sostegno.
TIPOLOGIE:
- Gruppi di controllo del comportamento o riorganizzazione della condotta: lo scopo è eliminare o controllare alcuni comportamenti problematici, esempio Alcolisti Anonimi.
- Gruppi di sostegno e di difesa dallo stress: Membri che condividono una situazione più o meno stressante. Lo scopo è accrescere le capacità di far fronte allo stress attraverso il mutuo supporto e la messa in comune di strategie efficaci. Esempio: tutti i gruppi formati da persone che hanno in comune una malattia cronica o un handicap o che hanno subito un trauma nel loro ciclo di vita.
- Gruppi di azione sociale che lottano contro l'emarginazione sociale e per la difesa dei propri diritti e comprendono categorie discriminate a causa dei loro valori, stili di vita, caratteristiche come sesso, razza, ceto sociale. Svolgono un'attività d'informazione e promozione all'esterno al fine di stimolare cambiamenti di atteggiamenti e/o programmi istituzionali. Esempio: gruppi di autocoscienza e di liberazione delle donne, i gruppi composti da gay, gruppi di supporto etnico o razziale.
- Gruppi di crescita persona e autorealizzazione, formati da membri che condividono obiettivi di incremento delle capacità relative alla sfera emotiva, sessuale, interpersonale. Esempio: gruppi autogestiti e più o meno ispirati alle psicoterapie umanistiche o alle dinamiche di gruppo.

Sono importanti nello svolgere una funzione di scambio informativo, sostegno, rinforzo e identificazione insita nella dinamica socio-emotiva del gruppo, tra pari. La carica ideologica del gruppo di self-help offre la possibilità di modificare atteggiamenti, valori e modelli culturali personali e presenti nella società esterna.
Tuttavia, possono essere poco flessibili e portare a una scarsa personalizzazione degli interventi.

### Manuali self-change
I manuali self-change sono uno strumento che viene utilizzato nel contesto dell'autocambiamento individuale, trattando prevalentemente disturbi come ansia, stress, depressione e insonnia.
Dalla letteratura emerge che l'efficacia di tali strumenti è subordinata al contatto, seppur minimo, con una figura di supervisione esterna. Mancano tuttavia delle ricerche che valutino l'efficacia di tecniche di self-change completamente autosomministrate.
Spesso questi tipi di manuale hanno l'ambizione di affrontare un'ampia gamma di disturbi e di tecniche per ridurli ma piuttosto che offrire tecniche terapeutiche, mirano a sviluppare risorse quali l'assertività, la decisionalità, la capacità di rilassarsi o di programmare efficacemente il proprio tempo.

### Mentoring
Metodologia olistica influenzata sia dai contesti in cui esiste, sia dagli innumerevoli e diversi obiettivi per cui viene applicato. Nata nel contesto statunitense, negli anni 1990 è stata importata in Italia, dove ha riscosso successo che ne ha favorito l'utilizzo successivo. 
Si tratta di un rapporto personale, di una relazione (formale o informale) tra un soggetto con più esperienza (senior, mentor) e uno con meno esperienza (junior, mentee, protégé) al fine di far sviluppare a quest'ultimo, competenze in ambito formativo, lavorativo e sociale. L'elemento centrale è proprio questo processo di sviluppo, perché in tutti i contesti e discipline in cui viene applicato, il focus è quello di sviluppare la persona nella sua totalità, la sua competenza, l'esperienza e la saggezza, necessarie per utilizzare tecniche complesse. Comporta, quindi, che il mentee operi un cambiamento che lo porti a nuove forme di partecipazione in varie e significative attività nelle comunità (lavoro, scuola, università, comunità sociali, sport, etc).
Può essere utilizzato per combattere la dispersione scolastica, per orientare alla scelta del percorso formativo o professionale (in scuole e/o in università), per promuovere la consapevolezza e le competenze tecniche di un particolare ruolo o professione, per individuare i talenti personali e per favorirne lo sviluppo, per la gestione dei nuovi assunti, (nelle Aaziende), oppure per sviluppare competenze comunicative, relazionali, autostima e autonomia di entrambi i soggetti coinvolti nella relazione.
Presenta le seguenti caratteristiche:
Aiuto informale, offerto da una persona ad un'altra in modo volontario, al fine di creare un significativo e reciproco cambiamento della conoscenza, delle competenze e del modo di pensare; Supporto di una persona ad un'altra, nell'ambito di una relazione sviluppata durante un significativo periodo di tempo;
Relazione basata su una scelta libera e volontaria;  Relazione costruita su di un rapporto positivo e paritario; 
Incontro di due persone che condividono volontariamente la propria esperienza di vita, all'interno di un processo di reciprocità e di crescita.
La diffusione del mentoring è stata rapida e, di conseguenza, i critici sostengono che la risonanza da esso avuta possa portare a sottovalutare l'importanza del sostegno naturale (ad esempio quello dei genitori) già esistente nelle reti sociali. Ritengono, quindi, che i programmi di mentoring potrebbero minare le risorse di sostegno informale e di comunità.

### Metodo dei profili
Sono un metodo di analisi della comunità che si struttura in forma altamente partecipativa e che ha la finalità di produrre un cambiamento nel contesto aggetto di studio.
Viene chiamato metodo dei profili perché vengono raccolti dati in base ad otto profili: territoriale, demografico, economico, istituzionale, dei servizi, antropologico-culturale, psicologico e del futuro.
L'obiettivo è di raccogliere dati con la collaborazione dei diretti interessati in grado di guidare l'azione basata su conoscenze locali più che scientifiche per creare empowerment e apprendimento reciproco. I membri della comunità devono partecipare sia alla fase di analisi che a quella di messa in atto dell'intervento. L'esperto e facilitatore deve riuscire a dare un ruolo attivo ai cittadini, alle dinamiche di gruppo importanti ma il gruppo deve essere visto come un mezzo e non come un fine. Infatti, non sempre i residenti hanno la competenza per leggere una moltitudine di dati come quella ricavata dai profili, il passaggio all'azione è spesso problematico e difficile.

### Photovoice
Metodo per promuovere lo sviluppo di comunità, utilizzando la fotografia come strumento di narrazione e documentazione. Rientra nell'ambito della ricerca azione partecipata, può accrescere il livello di empowerment nella misura in cui riesce a dar voce ai gruppi più svantaggiati.
Attraverso la fotografia i partecipanti raccontano il proprio punto di vista sulla comunità, sui problemi che incontrano, sulle loro esperienze di vita.
Prevede una fase formativa, nella quale vengono illustrate le caratteristiche e gli obiettivi del metodo, successivamente, i partecipanti scattano alcune foto che vengono discusse in gruppo a partire da 5 domande: Cosa vedi qui? Cosa sta accadendo qui realmente? In che modo questo ha a che fare con la tua vita? Perché c'è questo problema/risorsa? Che possiamo fare noi?
Dopo la discussione si passa alla fase VOICE (voicing our individual and collective expirience) nella quale vengono esaminati e messi insieme i diversi punti di vista, permettendo così l'emergere di una visione condivisa che può essere resa pubblica attraverso mostre (slide show) o pubblicazioni su Web.

### Ricerca azione partecipata
È un tipo di ricerca-azione, una ricerca comparata sulle condizioni e gli effetti delle varie forme di azione sociale che tende a promuovere l'azione sociale stessa .
Utilizza un approccio scientifico con finalità applicative per migliorare la qualità della vita dei cittadini che vengono attivamente coinvolti. Punta alla costruzione sociale del benessere, alla valorizzazione dei saperi locali ed esperti, al coinvolgimento della popolazione target in tutte le fasi del processo (diagnosi, sviluppo delle strategie d'intervento, valutazione, ecc).
Prevede tre principi di base: la democraticizzazione del processo di sapere scientifico; l'idea della conoscenza come strumento di potere, di emancipazione delle masse e quindi di empowerment; il principio di partecipazione come mezzo e fine fondamentale del cambiamento sociale d'intervento.

#### Caratteristiche
- Approccio olistico al problema: l'attenzione è rivolta a tutti gli aspetti del processo, senza la necessità di scomporre il problema;
- Significatività del tema di ricerca per tutti gli attori coinvolti;
- Disponibilità del ricercatore a negoziare con gli attori: sono fondamentali la collaborazione e il confronto tra ricercatori, operatori e cittadini;
- Intervento del ricercatore nelle azioni: è un attore della comunità, crea rapporti educativi;
- Assenza di un metodo d'intervento predefinito da applicare: la costruzione del processo avviene in itinere ed è collettiva;
- Perseguimento dello sviluppo personale e professionale degli operatori-attori;
- Emancipazione degli attori: processo di empowerment sui partecipanti;
- Impiego di strumenti descrittivi per la valutazione dei risultati: devono essere chiari e leggibili da tutti e cogliere la complessità dei fenomeni;
- Produzione di un mutamento sociale: si cerca di cambiare la realtà.

Il ricercatore diviene un teorico partecipante, perché mette a disposizione della comunità le proprie competenze tecniche, divenendo, così, uno strumento nelle mani del gruppo per facilitare la presa di decisioni condivisa e la ricerca di modalità e di strumenti negoziali e collaborativi nuovi.
I partecipanti, quindi, sono i soggetti della ricerca, agiscono come intellettuali organici, raccolgono e analizzano i dati in base alle metodologie da loro facilmente comprensibili. Utilizzano, infine, le conoscenze generate per promuovere azioni finalizzate al cambiamento sociale e al miglioramento della qualità della vita.
Nonostante gli innumerevoli risultati positivi conseguiti con tale approccio, gli sperimentalisti criticano questo tipo di ricerca affermando che manchi di scientificità e di validità ecologica, perché non rende possibile la generalizzazione dei risultati.

### La misurazione
Per quanto riguarda la misura dell'Empowerment sono stati fatti numerosi tentativi nel corso degli anni per riuscire a trovare un sistema che fosse efficace nel misurare tale costrutto.
Come illustra nel 2000 Zimmerman non è né praticabile e né concettualmente appropriato pensare di poter trovare un sistema di misurazione universale per il costrutto di “Empowerment” poiché tale costrutto presenta una serie di caratteristiche peculiari contesto-specifiche e popolazione-specifiche che non è possibile generalizzare.
Proprio per questo gli autori si sono proposti di elaborare una serie di misure che fossero adeguate alla popolazione e al contesto particolare in cui si lavorava.
Le scale che sono state proposte per la misurazione dell'Empowerment sono essenzialmente due: la Psychological Empowerment Scale at Work (PES) e la Empo.

#### Psychological empowerment scale at work (PES)
- Questo tipo di scala è stato elaborato nel 1995 da Spreitzer e consiste in un modello di misurazione dell'Empowerment basato su quattro dimensioni riferite agli stati psicologici individuali rispetto al proprio lavoro:
- Significatività (Meaning): si riferisce alla corrispondenza tra le richieste dei compiti lavorativi e il sistema di valori, ideali e credenze della persona e rappresenta l'importanza attribuita dalla persona in ciò che fa;
- Abilità (Competence): si riferisce al grado di convinzione della persona di possedere abilità e strumenti per svolgere adeguatamente un lavoro;
- Autodeterminazione (Self-determination): si riferisce alla sensazione di controllo percepita in relazione al proprio lavoro;
- Influenza (Impact): si riferisce alla convinzione che ha la persona di avere un'incidenza sugli esiti operativi e strategici del proprio lavoro.
- Tale scala è composta da 12 item ed è stata validata dall'autore in una serie di studi riguardanti in particolare i manager di aziende.
- Le quattro dimensioni una volta analizzate, si combinano l'una con l'altra, per determinare il costrutto generale di Empowerment e la mancanza di una di esse determinerà una diminuzione del livello totale di tale costrutto. Ne deriva così, che l'empowerment è determinato sia da fattori organizzativi che da caratteristiche personali.

#### Empo
Si tratta di una scala validata in italiano da Francescato e collaboratori nel 2007 e si basa sulla misurazione di tre componenti chiave dell'Empowerment individuale a livello teorico:
- Capacità di porsi degli obiettivi e di raggiungerli in maniera efficace;
- Mancanza di speranza e di fiducia;
- Interesse verso questioni sociopolitiche e partecipazione nell'ambito politico (entrambi considerati indicatori di consapevolezza critica).

Gli autori ritengono che queste tre dimensioni formino un costrutto più ampio definito “Empowerment personale e politico” e per questo motivo può essere considerata come una misura unidimensionale del costrutto.
La struttura di questo strumento è stata revisionata molte volte; l'ultima versione prevede 24 item, i primi 10 riguardanti la componente “capacità di porsi obiettivi e raggiungerli in maniera efficace”, i successivi 5 riguardanti la componente “mancanza di speranza e fiducia” e gli ultimi 9 riguardanti la componente “mancanza di speranza e di fiducia”.
Dallo studio di validazione sono emersi una serie di spunti per approfondimenti futuri, uno di questi è l'importanza di verificare in futuro eventuali differenze tra elettori e militanti di diversi schieramenti politici nel grado di Empowerment personale e politico rispetto ai modi di partecipazione politica diretta.